# Бонапарт, Ролан
Рола́н Наполео́н Бонапа́рт (фр. Roland Napoléon Bonaparte; 19 мая 1858, Париж — 14 апреля 1924, там же) — французский принц, президент Французского географического общества с 1910 года до своей смерти. Внук принца Люсьена Бонапарта.

## Биография
Принц Ролан Бонапарт был сыном принца Пьера Наполеона Бонапарта (1815—1881) и Элеонор Жюстин Рюфлен (1832—1905), и внуком принца Люсьена Бонапарта, брата императора Наполеона Бонапарта.
В 1880 году он женился на Мари-Феликс Бланк (1859—1882), от которой у него была дочь принцесса Мари Бонапарт (1882—1962).
В 1886 году Бонапарт принял участие в научной экспедиции, которая сфотографировала и анатомически измерила саамских жителей Северной Норвегии.
Бонапарт был президентом Французского астрономического общества с 1921 по 1923 год.
После смерти своего двоюродного брата принца Наполеона Шарля Бонапарта в 1899 году, он стал 6-м принцем Канино и Музиньяно, но так официально и не принял этот титул. После смерти принца Ролана старшая линия дома Бонапартов от Люсьена Бонапарта вымерла по мужской линии.
Жан-Батист Шарко назвал в честь него Бонапарт-Пойнт в Антарктиде. Также существует небольшое озеро в горах над побережьем деревни саамов Квалсунн, которое называется Бонапартесёен (Bonapartesjøen), что означает «озеро Бонапарта».

## Галерея

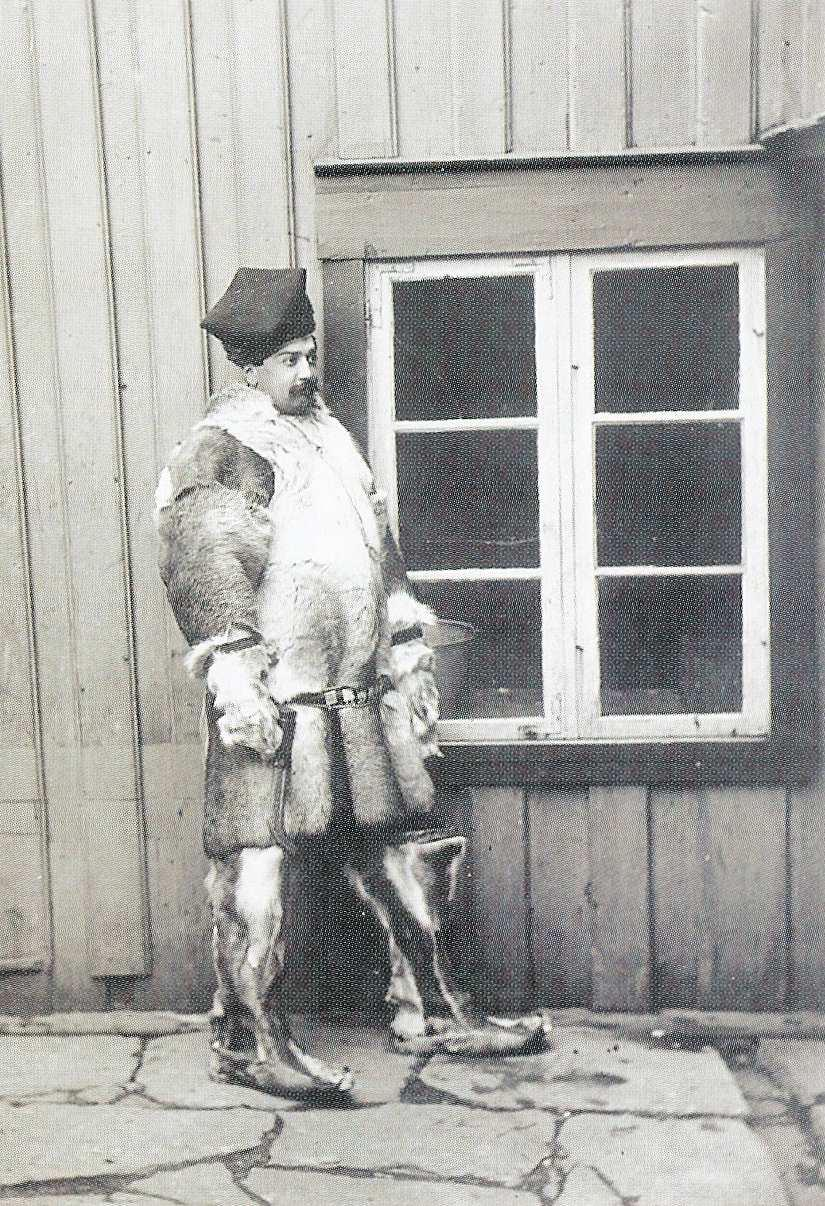
Ролан Бонапарт в традиционном саамском костюме
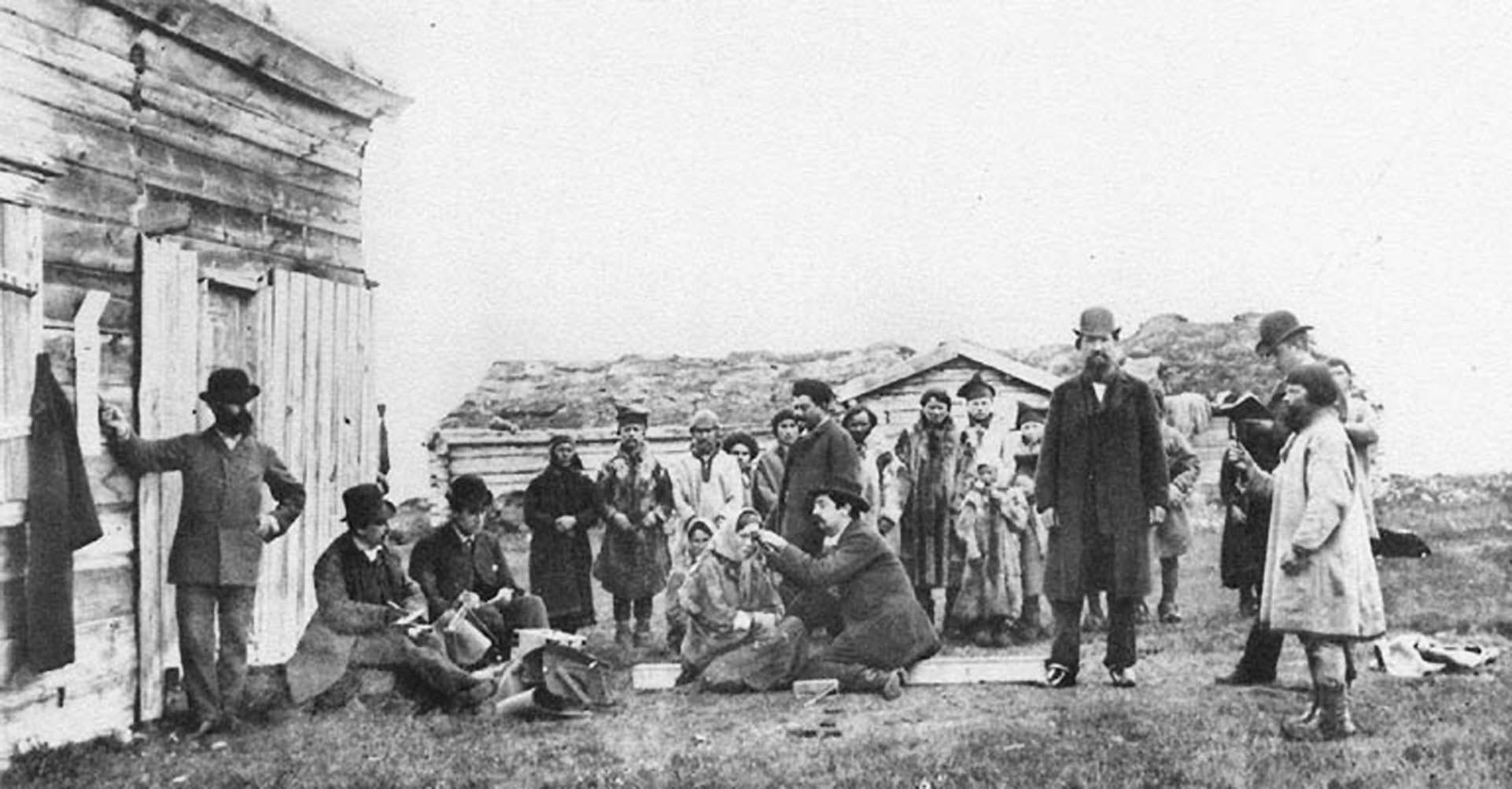
Бонапарт (в центре), измеряющий голову саамской женщины
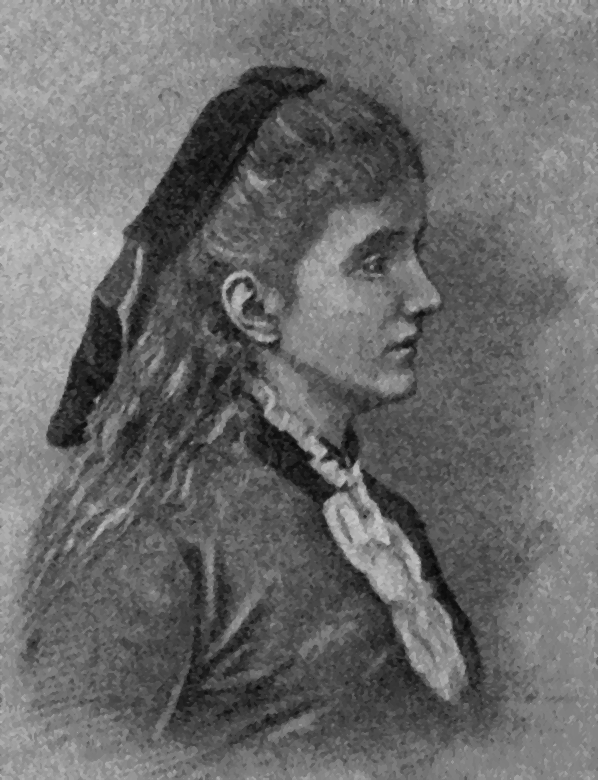
Мари-Феликс Бланк (1859—1882), жена
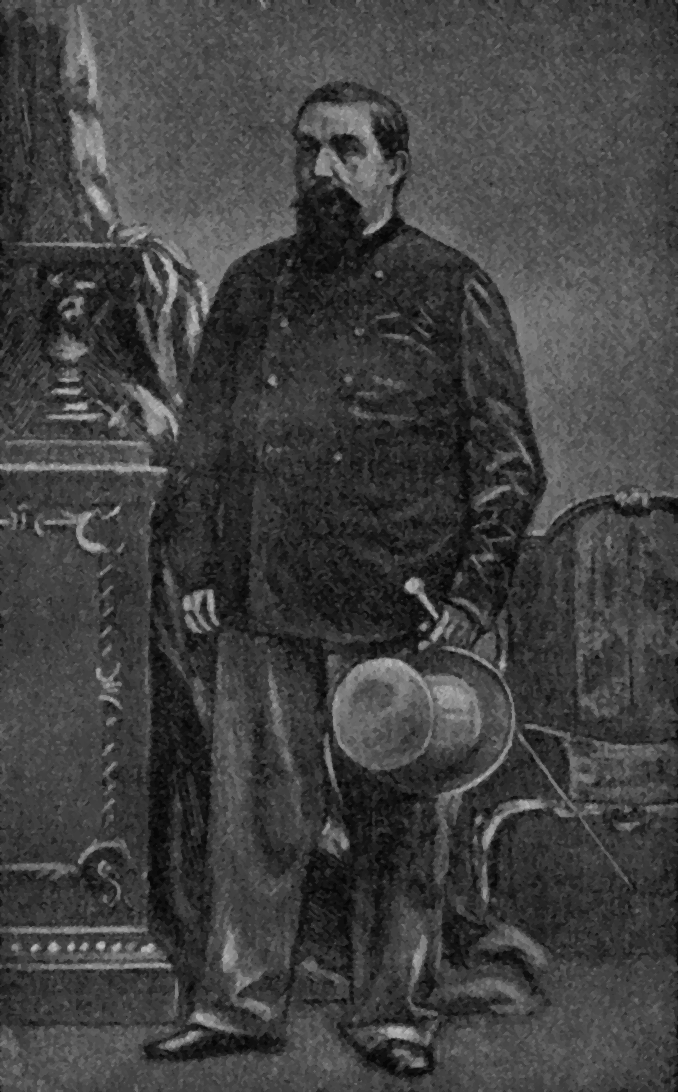
Пьер Наполеон Бонапарт (1815—1881), отец
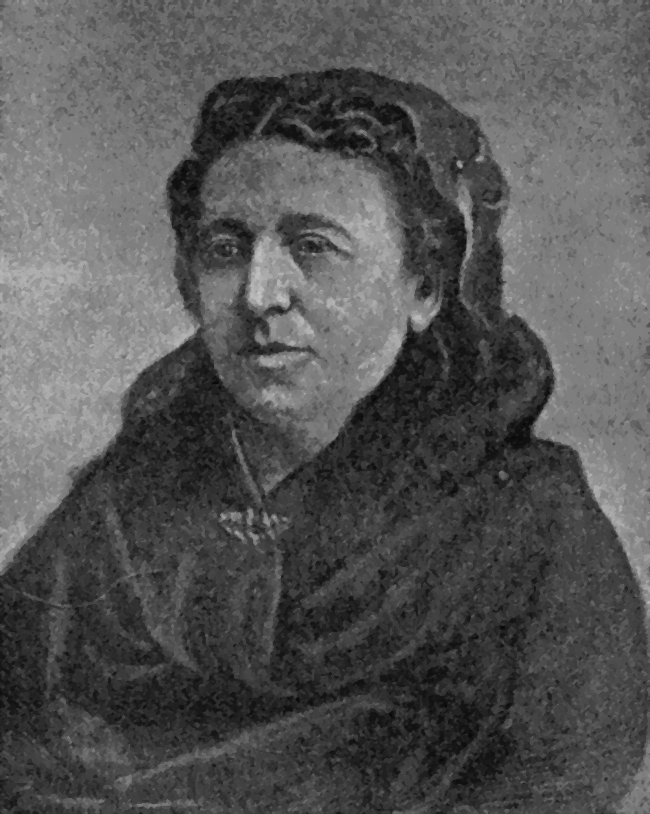
Элеонор Жюстин Рюфлен (1832—1905), мать